# 제임스 아도미안

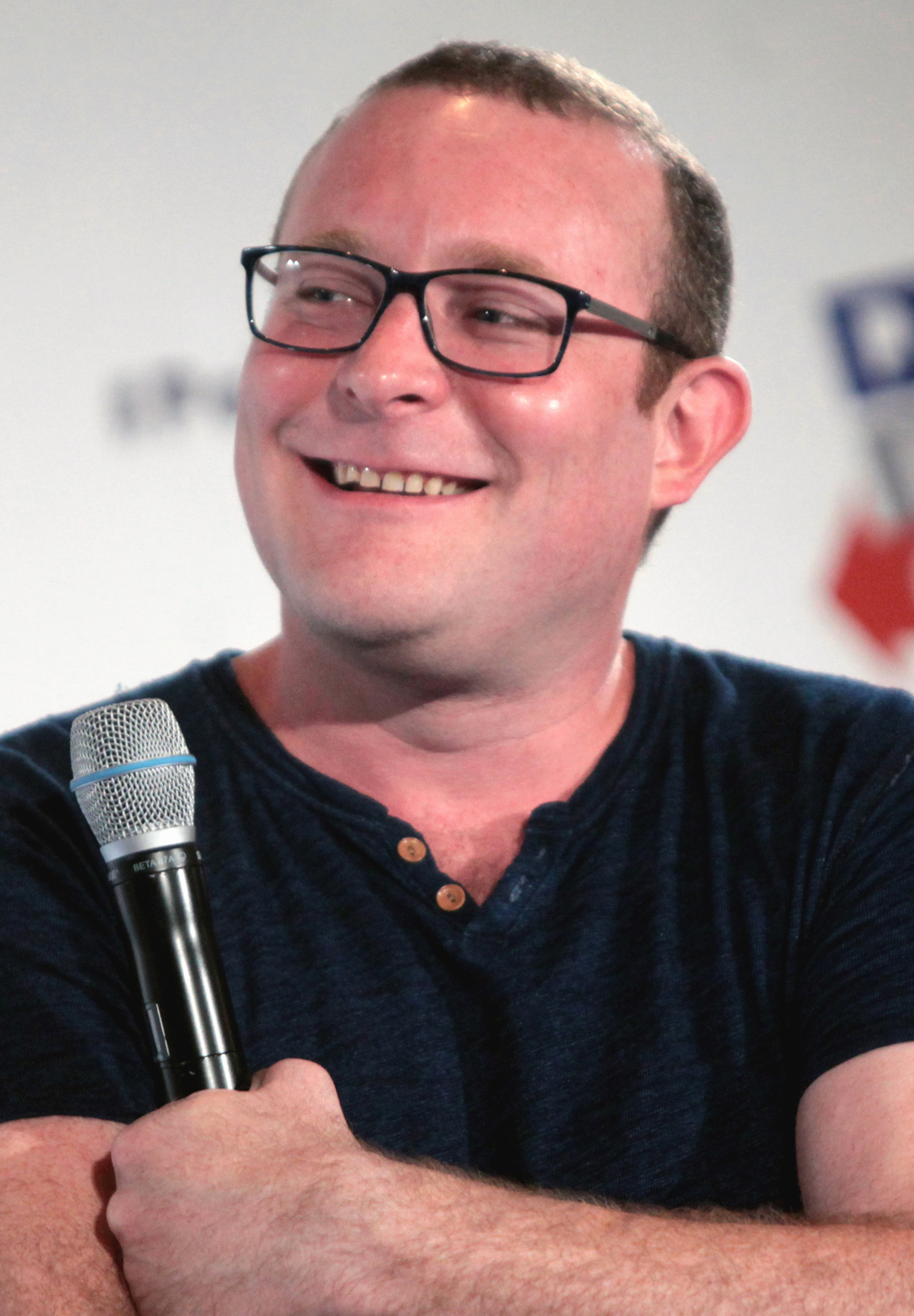
2016년 모습

제임스 어도미언(James Haig Adomian, 1980년 1월 31일 ~ )는 미국의 스탠드업 코미디언, 배우이다.
오마하에서 태어났다.

## 출연 작품

### 영화
- 해롤드와 쿠마 2: 관티나모로부터의 탈출 (2008) - 조지 W. 부시 역
- Hits (2014)
- Trunk'd (2014) - 딘 역
- 러브 애프터 러브 (2017, Love After Love)

### 텔레비전
- 더 레이트 레이트 쇼 위드 크레이그 퍼거슨 (2005-07)